# Щенникова, Ирина Николаевна
Ирина Николаевна Щенникова (род. 27 августа 1964 года) — российский учёный-селекционер, специалист в области селекции, семеноводства и растениеводства, член-корреспондент РАН (2019).
Доктор сельскохозяйственных наук (2016), заведующая лабораторией селекции и первичного семеноводства ячменя Федерального аграрного научного центра Северо-Востока имени Н. В. Рудницкого.
Ведет преподавательскую деятельность на кафедре селекции и семеноводства с курсом защиты растений Вятской государственной сельскохозяйственной академии.

## Научная деятельность
Специалист в области селекции, семеноводства и растениеводства.
Основные научные результаты:
- решены вопросы скрининга генетических источников и подбора родительских форм для синтетической селекции ячменя с использованием современных био- и IT технологий;
- разработаны теоретические основы адаптации ячменя к биотическим и абиотическим экологическим факторам;
- разработана методология создания толерантных к алюмокислому и/или осмотическому стрессовым факторам сортов ячменя путем получения в каллусной культуре на селективных средах регенерантных линий, последующего скрининга в контролируемых и полевых условиях на провокационных и благоприятных фонах дерново-подзолистых среднесуглинистых почв;
- созданы для обеспечения импортозамещения и продовольственной безопасности сорта-регенеранты Форвард и Бионик, широкое распространение в производстве получили толерантные к почвенному стрессу сорта Новичок и Тандем. Новые сорта Родник Прикамья и Памяти Родиной включены в список ценных по качеству зерна сортов Российской Федерации.

Автор 162 научных работы, из них 4 монографии и 7 патентов, имеет 7 авторских свидетельств на сорта.
Под её руководством защищены 4 кандидатские диссертации.
Член редакционного совета и рецензент научных журналов «Вестник Марийского государственного университета» и «Вестник Вятской ГСХА».